# Fred Carter
Fred Carter, né le 14 février 1945, à Philadelphie, en Pennsylvanie, est un ancien joueur et entraîneur américain de basket-ball. Il évolue aux postes d'arrière et d'ailier.